# Hypena aequabilis
Hypena aequabilis là một loài bướm đêm trong họ Erebidae.